# Le Voyage de G. Mastorna
Pour plus de détails, voir Fiche technique et Distribution.
Le voyage de G. Mastorna (titre original : Il viaggio di G. Mastorna) est un projet de film de Federico Fellini. Il n'en subsiste que quelques essais avec Marcello Mastroianni, une poignée d'images, et un synopsis écrit par Dino Buzzati et Brunello Rondi. Vincenzo Mollica (it) l'a décrit comme « Le film non réalisé le plus célèbre de l'histoire du cinéma ».

## Synopsis
Giuseppe Mastorna est un violoncelliste de renommée internationale. Après un accident d'avion censé n'avoir laissé aucun survivant, il se retrouve dans une ville mystérieuse et commence un troublant voyage dans l'au-delà.

## Production
L'inspiration du Voyage de G. Mastorna remonte à 1939, lorsque Federico Fellini lisait le court roman de Dino Buzzati, Lo strano viaggio di Domenico Molo. Ce roman raconte l'odyssée dans l'au-delà de Domenico, un adolescent de douze ans mort qui se retrouve aux grilles du paradis pour y être jugé et condamné.
L'impulsion pour réaliser le film vient de la mort du psychanalyste  de Fellini, Ernst Bernhard, en juin 1965. Fellini contacte Buzzati qui accepte et, avec Brunello Rondi, ils écrivent le scénario du film. Le nom « Mastorna » a tout simplement été pioché dans l'annuaire téléphonique de Milan. En 1966, le producteur Dino De Laurentiis installe plusieurs décors monumentaux à Dinocittà pour y tourner les premières scènes.
Cependant, les hésitations du réalisateur, qui sombre dans la dépression, lui font envoyer en septembre 1966 une lettre recommandée à De Laurentiis où il déclare abandonner. Franco Zeffirelli raconte même que Gustavo Adolfo Rol, célèbre voyant turinois et ami de Fellini, lui avait catégoriquement déconseillé de tourner ce film, qui aurait pu être le dernier de sa vie, car « il met en mouvement des énergies dangereuses ».
De Laurentiis prend très mal ce renoncement et porte l'affaire devant les tribunaux. Il se réconcilie avec Fellini, et les préparatifs reprennent, avec Ugo Tognazzi prévu pour le rôle principal. Mais en avril 1967, Fellini est brusquement terrassé par une réaction de Shwartzman. Une fois rétabli, il trouve un accord avec De Laurentiis : en échange du film non tourné, il réalisera trois autres films pour le producteur.
L'histoire mouvementée du film ne s'arrête pas là : à l'été 1967, Alberto Grimaldi se présente pour racheter les droits à De Laurentiis. Fellini louvoie encore pour ne pas le réaliser. Il va peu à peu le racheter pour en devenir le seul propriétaire en 1971, parle parfois de relancer le projet, pour finir par l'abandonner définitivement.

## Œuvres dérivées
Dans une interview publiée le 26 juillet 1992 dans le journal L'Unità, Fellini explique que ce projet inabouti a irrigué beaucoup de ses travaux ultérieurs.
En 1969, Fellini réalise le documentaire Bloc-notes d'un cinéaste, où il évoque Le Voyage de G. Mastorna et le Satyricon. On peut y voir les décors du Voyage.
En 1992, Fellini et Milo Manara (qui avaient déjà collaboré au Voyage à Tulum) adaptent le scénario en bande dessinée : Il viaggio di G. Mastorna detto Fernet (« Le voyage de G. Mastorna, dit Fernet ») parait dans la revue Il Grifo. Dans son interview de juillet 1992, Fellini indique les principales différences entre la bande dessinée et le film : la structure du récit change et le personnage principal, représenté sous les traits de Paolo Villaggio, n'est plus violoniste, mais clown (ce qui explique l'allongement du titre : « Fernet » fait allusion à un alcool, car Fellini dit que « tous les clowns, notamment ceux français, avaient un surnom dérivé d'une liqueur »). En 1996, Casterman en publie une version française intitulée Le Voyage de G. Mastorna.
En 2011, le scénario du film et la bande dessinée font l'objet d'un documentaire baptisé Derailments,.
En 2013, les Éditions Sonatine publient une traduction du scénario : Le Voyage de G. Mastorna.
En 2018, une adaptation de cette histoire est joué par la troupe de la Comédie-Française au théâtre du Vieux-Colombier. La mise en scène est signée Marie Rémond.